# Elmore Leonard
Elmore Leonard   (Nova Orleans, 11 d'octubre de 1925 - Detroit, 20 d'agost de 2013) va ser un novel·lista i guionista estatunidenc.

## Biografia
El seu pare treballava per a General Motors on s'encarregava de trobar llocs on General Motors pogués instal·lar fàbriques, cosa que va fer que la família Leonard es mogués molt. Tot i que Elmore Leonard va néixer a Nova Orleans, no hi va viure gaire temps. El 1934, la seva família es va traslladar a Detroit, Michigan.
En aquest moment tenen lloc dos fets importants, que influeixen molt en Leonard en els seus escrits. Gàngster com Bonnie i Clyde són titulars a tot el país, igual que l'equip de Beisbol dels Detroit Tigers. A principis de la dècada de 1930, Bonnie i Clyde eren coneguts per la seva bogeria assassina, són abatuts el 23 de maig de 1934. Els Tigres de Detroit es classifiquen per a la Sèrie Mundial de Beisbol de 1934. Aquests esdeveniments marquen Leonard, que desenvolupa una fascinació pels esports i les armes.
Leonard es va graduar a la Universitat de Detroit Jesuit High School el 1943.
Elmore Leonard va viure els seus últims anys al comtat d'Oakland (Michigan), amb la seva família. El 2012, va guanyar el National Book Award per la seva obra.

## Estil
Leonard o «Dutch», com va ser anomenat de vegades, va tenir els seus primers èxits en el món de la ficció als anys 50, publicant regularment westerns a pulps (publicacions econòmiques). Des de llavors, va fer incursions en la ficció policial i altres gèneres, inclòs l'escriptura de guions. És elogiat per la crítica pel seu realisme i els seus diàlegs justos i forts. El seu estil sovint pren algunes llibertats amb la gramàtica per tal d'accelerar la història. En el seu assaig Elmore Leonard's Ten Rules of Writing, Leonard escriu: «Però la meva regla més important és una regla que resumeix les altres deu: “Si això s'assembla al que ja he escrit, ho torno a escriure”.» 
Moltes de les novel·les de Leonard s'han adaptat a pel·lícules, com ara Hombre de 1967, Get Shorty de 1995, Rum Punch (1997, com a Jackie Brown) i Be Cool de 2005.

## Obres

### Novel·les
- 1953: The Bounty Hunters,
- 1954: The Law at Randado,
- 1956: Escape from Five Shadows
- 1959: Last Estand at Saber River
- 1961: Hombre
- 1969: The Big Bounce
- 1969: The Moonshine
- 1970: Valdez is coming,
- 1972: Forty Lashes Less One
- 1974: Mr. Majestyk,
- 1974: Fifty-Two Pickup, 1976: Swag
- 1977: Unknown Man No. 89
- 1977: The Hunted
- 1978: The Switch
- 1979: Gunsights
- 1980: City Primeval
- 1980: Gold Coast
- 1981: Split Images
- 1982: Cat Chaser
- 1983: Stick
- 1983: La Brava
- 1985: Glitz
- 1987: Bandits!
- 1987: Touch
- 1988: Freaky Deaky
- 1989: Killshot
- 1990: Get Shorty
- 1991: Maximum Bob
- 1992: Rum Punch
- 1993: Pronto
- 1996: Out of Sight
- 1998:  Cuba Lliure
- 1999: Riding the Rap
- 2000: Pagan Babies
- 2001: Fire in the Hole
- 2002: Tishomingo Blues
- 2003: A Coyote's in the House
- 2004: Mr. Paradise
- 2005: The Hot Kid
- 2007: Up in Honey's Room
- 2009: Road Dogs
- 2011: Djibouti
- 2012: Raylan

### Novel·les curtes
- 1998: Tonto Woman and Otger western stories
- 2002: When the Women Come Out to Dance (col·lecció de nou contes, incloses dues portades del llibre de 2004)
- 2004: The Complete Western Stories of Elmore Leonard (col·lecció de 30 contes, reeditada el 2006 a la Gran Bretanya)
- 2006: Moment de venjança i altres contes (col·lecció de set contes, ja presents al llibre de 2004)
- 2006: Blood Money i altres contes (col·lecció de set contes, ja presents al llibre de 2004)
- 2009: Comfort to the Enemy (col·lecció[5] que consta de dos contes breus d'Elmore Leonard: Showdown at Chechtotah i Louly and Pretty Boy, publicat prèviament en antologies de diversos autors, el primer el 2003, el segon el 2005; i Comfort to the Enemy, una història policial publicada en catorze episodis al New York Times l'any 2005)
- 2015: Les històries inèdites d'Elmore Leonard: Charlie Martz i altres contes (col·lecció composta per vuit contes breus d'Elmore Leonard)

### Assajos
- 2007: Elmore Leonard's Ten Rules of Writing.